# 136197 Johnandrews
136197 Johnandrews este o planetă minoră (asteroid) din centura de asteroizi. A fost descoperită pe 22 octombrie 2003 la Observatorul Național Kitt Peak de Marc Buie⁠(d). 
Obiectul prezintă o orbită caracterizată de o semiaxă mare de 2,3235673862916 UAi, o excentricitate de 0,18, o înclinație de 2,8 ° în raport cu ecliptica.